# Pyrus giffanica
Pyrus giffanica är en rosväxtart som beskrevs av Zamani och Attar. Pyrus giffanica ingår i släktet päronsläktet, och familjen rosväxter. Inga underarter finns listade i Catalogue of Life.